# Carl Frederik Pechüle
Carl Frederik Pechüle (8. juni 1843 i København – 28. maj 1914 sammesteds) var en dansk astronom.
Carl Frederik var søn af nålemagermester Christian Vilhelm Pechüle og Therese født Gøtze fra Bayern. Efter i 1865 at var blevet student (privat dimitteret) gav Pechüle sig til at studere astronomi under professor Heinrich Louis d'Arrests vejledning. Pechüle observerede som student en række kometer og planetoider og udførte samtidig en del baneberegninger. I 1870 blev Pechüle ansat som observator ved observatoriet i Hamborg. 1873 tog Pechüle i København magisterkonferens i astronomi og deltog det næste år i en ekspedition til Mauritius for at observere venuspassagen. Efter i 1875 at have opgivet sin stilling i Hamborg bosatte Pechüle sig i København, hvor han fortsatte sine observationer af kometer og små planeter.
Pechüle har fundet flere nye kometer. Særlig skal her nævnes kometen han fandt i 1880, som kom til hedde Pechüles komet af 1881 V. Hvis Pechüle ikke havde haft den gode idé at søge efter kometer under en total måneformørkelse, var denne komet sikkert endnu nogen tid forblevet ukendt. Denne opdagelse og et tilbud om en plads i udlandet henledte opmærksomheden på det ønskelige i at sikre sig, at Pechüle vedblev med sine observationer på Københavns Observatorium, hvad der blev Pechüle muliggjort ved en årlig statsunderstøttelse.
I 1882 observerede Pechüle venuspassagen fra St. Croix, hvor Pechüle tillige foretog en spektroskopisk undersøgelse af sydhimlens stjerner. Herved påviste han lyse linjer i spektret af stjernen T Velorum (eller som angivet DBL 1. udgave "γ Velæ") , samt en fortegnelse over de observerede stjernespektrer findes i Pechüles skrift Expédition Danoise pour l’observation du passage de Venus 1882 (1883). I 1888 blev Pechüle udnævnt til observator ved Københavns Observatorium. og beregnede almanakken fra 1889 til 1915. Han havde opdaget flere kometer, bl.a. en 1880 under en total måneformørkelse. 1911 medvirkede han til opdagelsen af planetoiden Albert. Foruden sin ovenfor nævnte observerende virksomhed, som Pechüle stadig fortsætter, har han forfattet flere afhandlinger, som findes i Astronomische Nachrichten, og skrevet en stor række livlige populære astronomiske artikler. 1893 blev han medlem af Videnskabernes Selskab.
Portrætteret på P.S. Krøyers maleri fra Videnskabernes Selskab 1897 (Videnskabernes Selskab).

## Reference
1. ↑  MIK – Vi kigger efter kometer (Webside ikke længere tilgængelig)